# Carl Benz

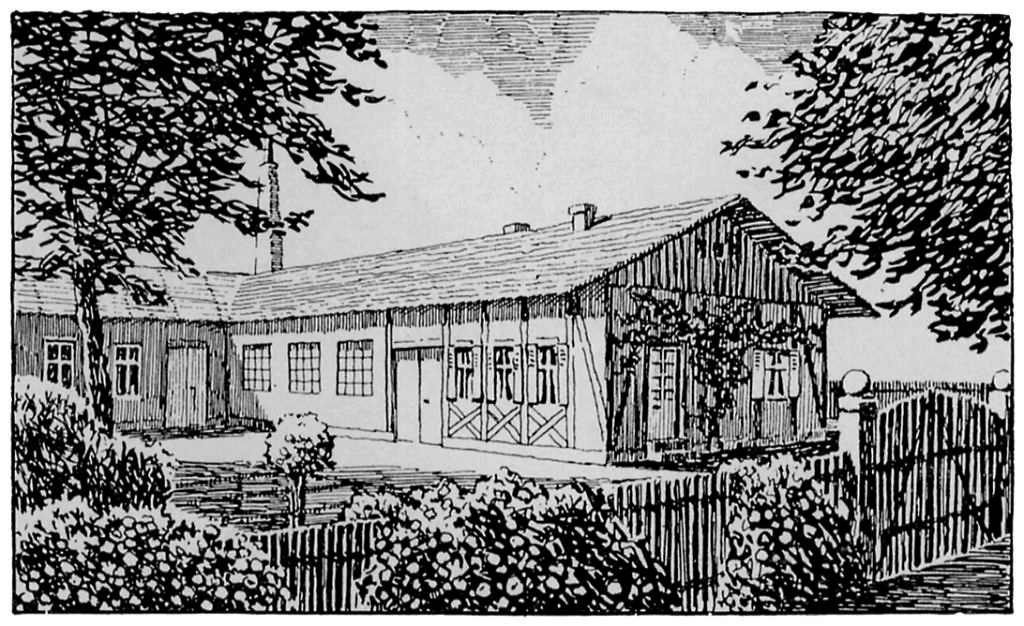
Warsztat Carla Benza w Mannheim

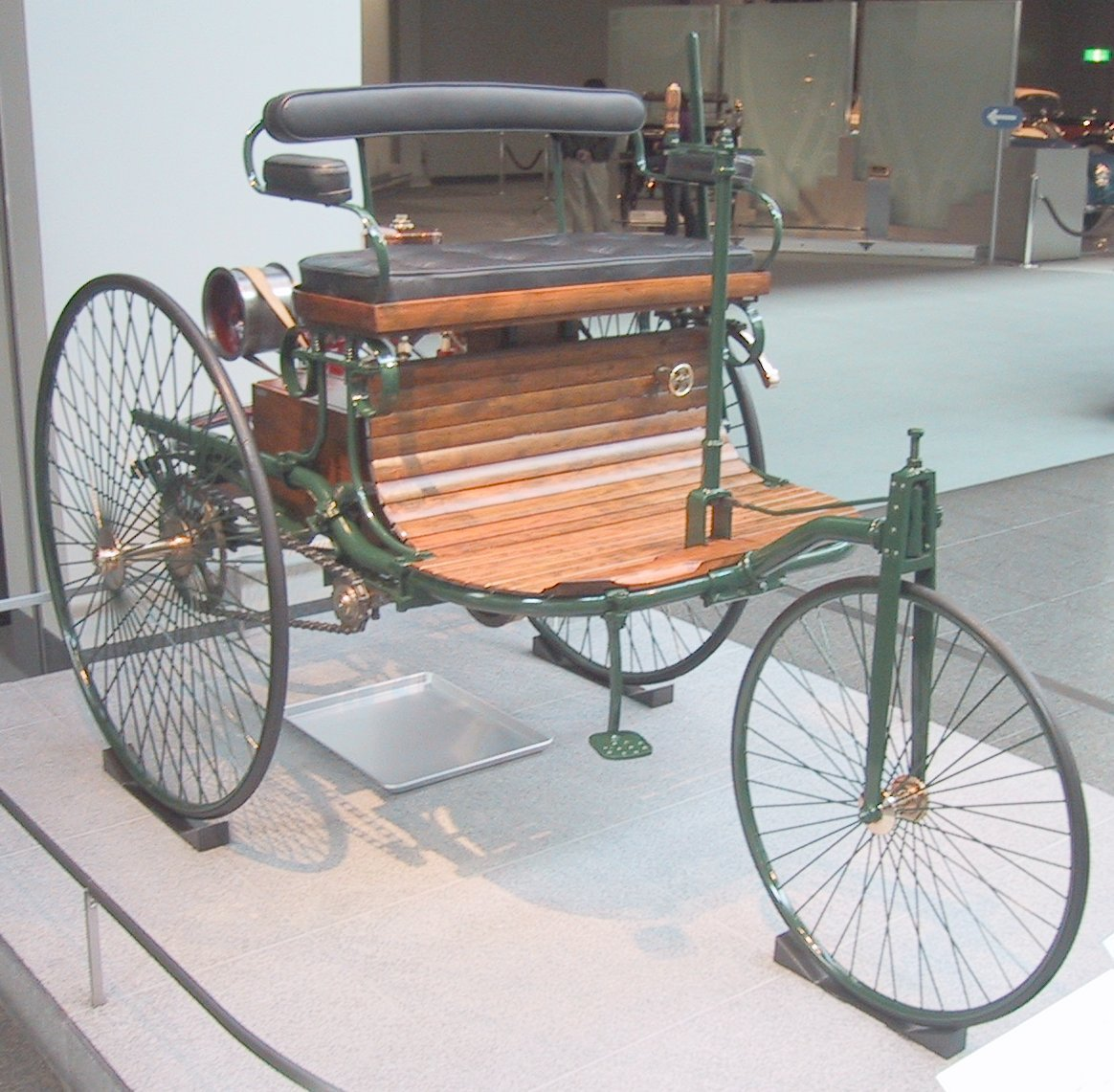
Replika pojazdu Benz Patent-Motorwagen Nummer 1 z 1885 r.

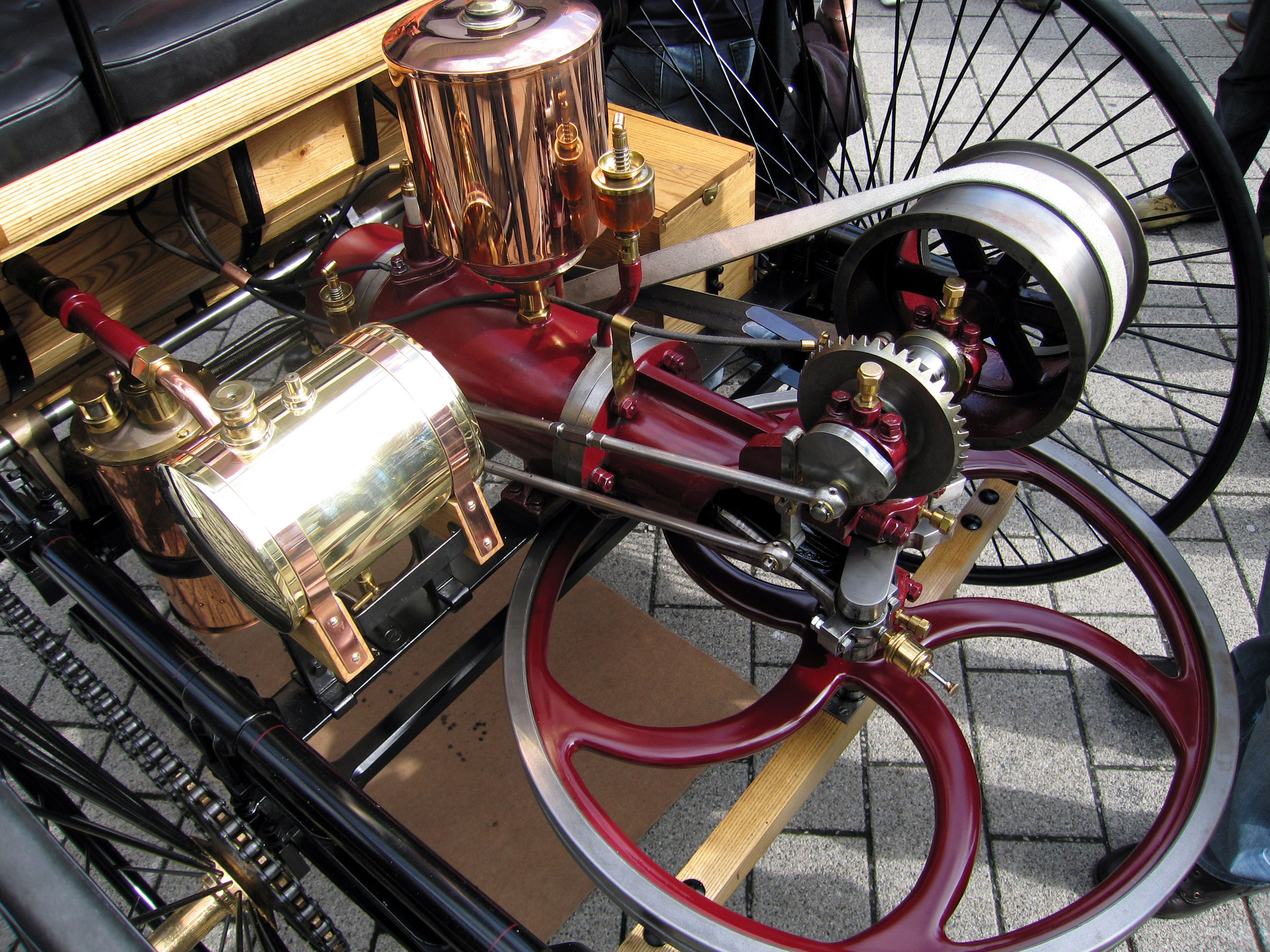
Silnik pojazdu Benz Patent-Motorwagen Nummer 1

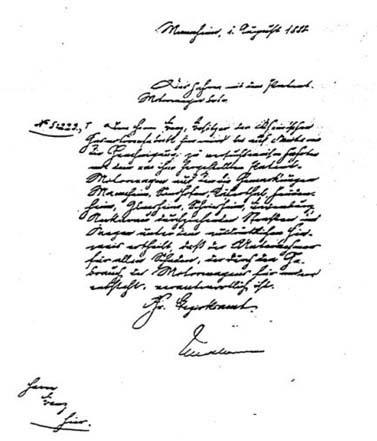
Pierwsze na świecie prawo jazdy, wydane Carlowi Benzowi 1 sierpnia 1888 roku

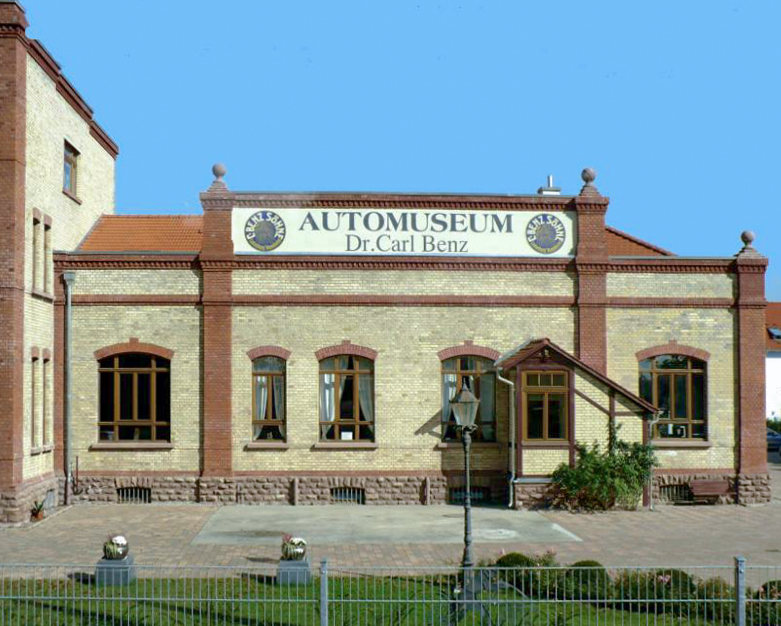
Muzeum pojazdów Dr. Carla Benza w Ladenburgu

Carl Benz (Karl Friedrich Benz) (ur. 25 listopada 1844 w Mühlburgu (obecnie dzielnica Karlsruhe), zm. 4 kwietnia 1929 w Ladenburgu) – niemiecki inżynier, pionier motoryzacji.

## Życiorys
Carl Benz urodził się 25 listopada 1844 roku w Mühlburgu (obecnie dzielnica Karlsruhe) jako Karl Friedrich Michael Wailand. Jego rodzice – Johann Georg Benz (1809–46), maszynista i Josephine Vaillant (1812–70) – pobrali się pod koniec 1845 roku. Matka pochodziła z rodziny francuskich hugenotów. Ojciec zmarł w 1846 roku.
W 1853 roku rozpoczął naukę w liceum o profilu przyrodniczym w Karlsruhe, a po jego ukończeniu w 1860 roku podjął studia w Polytechnische Hochschule (obecnie Karlsruher Institut für Technologie) w Karlsruhe. Przez cztery lata studiował inżynierię mechaniczną pod kierunkiem profesora Ferdinanda Redtenbachera (1809–1863), a po jego śmierci pod kierunkiem profesora maszynoznawstwa Franza Grashofa (1826–1893). Zaraz po studiach w okresie 1864–65 pracował jako ślusarz w Karlsruher Maschinenbau-Gesellschaft w Karslruhe, a później jako konstruktor w firmie Firma Schweitzer sen. w Mannheim i w firmie Gebrüder Benckiser w Pforzheim. Po pracy poświęcał się studiom teoretycznym.
W 1871 roku powrócił do Mannheim, które przeżywało okres rozwoju przemysłowego. Wraz ze wspólnikiem Augustem Ritterem założył odlewnię żelaza i warsztat mechaniczny. Zaczął pracę nad niekolejowym pojazdem samobieżnym. Spółka wkrótce się rozpadła, a Benzowi udało się uratować przedsiębiorstwo dzięki posagowi żony Berty Ringer, z którą ożenił się w 1872 roku. Para miała dwóch synów i jedną córkę.
W latach 1877–1880 opracował konstrukcję dwusuwowego silnika spalinowego. W 1880 roku założył spółkę akcyjną, w której miał 5% udziałów, która rozpoczęła produkcję silników jego konstrukcji – najpierw o mocy 1 konia mechanicznego a później, na większą skalę, o mocy 4. Nieporozumienia ze wspólnikami spowodowały, że Benz w 1883 roku wycofał się z przedsięwzięcia i z innymi partnerami założył Benz & Cie. Rheinische Gasmotorenfabrik. Benz nie otrzymał patentu na swój dwusuwowy silnik spalinowy, lecz jego pojedyncze części np. elektryczna świeca zapłonowa, mogły zostać objęte ochroną. Pracował nad lżejszą wersją silnika, który mógłby być użyty w pojeździe. W 1884 roku opracował projekt pojazdu, który skonstruował w 1885 roku. Był to trzykołowy pojazd z silnikiem spalinowym i elektrycznym zapłonem, który rozwijał prędkość 16 km/h. Benz, który opatentował pojazd – Benz Patent-Motorwagen Nummer 1 w 1886 roku, uważany jest za konstruktora pierwszego samochodu. W 2011 roku patent Benza DRP 37435 „Fahrzeug mit Gasmotorenbetrieb” został wpisany na międzynarodową Listę UNESCO najbardziej wartościowych dokumentów – Pamięć Świata (ang. Memory of the World).
Opinia publiczna początkowo nie zaakceptowała wynalazku. Benz zaczął udoskonalać swój pojazd w zakładach swojej firmy Benz & Cie. Rheinische Gasmotorenfabrik i w 1888 roku wypuścił na rynek ulepszoną wersję swojego pojazdu, która spotkała się z dużym zainteresowaniem, lecz nie znalazła wielu nabywców. Benz zaprezentował swój pojazd na targach w Monachium, gdzie uzyskał pozwolenie na publiczną demonstrację możliwości pojazdu przez dwie godziny dziennie. Na targach pojazd zdobył Wielki Złoty Medal.
5 sierpnia 1888 roku, żona Benza Bertha, w tajemnicy przed mężem, udała się wraz z nastoletnimi synami, w podróż z Mannheim do Pforzheim samochodem skonstruowanym przez męża. Podczas podróży osobiście dokonywała koniecznych napraw, jak przetkanie rurki doprowadzającej paliwo do gaźnika za pomocą szpilki do włosów. Tym samym zapisała się w historii jako pierwsza osoba, której udało się samodzielnie pokonać samochodem ponad stukilometrowy dystans (105 km). Wyprawa Berthy Benz przyniosła wielki rozgłos, co przełożyło się na zwiększenie sprzedaży samochodów Benza.
W 1889 roku Benz zaprezentował swój pojazd na targach w Paryżu, co jednak nie przyniosło mu więcej klientów. O niski popyt Benz obwiniał zły stan dróg, który uniemożliwiał komfortową jazdę. Skupił się wówczas na pracy nad budową czterokołowego pojazdu o napędzie spalinowym. Głównym wyzwaniem było zbudowanie odpowiedniego układu kierowniczego, któremu Benz szybko sprostał i w 1892–93 opatentował „Wagenlenkvorrichtung mit tangential zu den Rädern zu stellenden Lenkkreisen”. Ulepszył wówczas również m.in. elektryczną świecę zapłonową, gaźnik, chłodnicę i zwiększył moc silnika.
Rosnąca produkcja Benz & Cie. Rheinische Gasmotorenfabrik wymagała coraz większych nakładów kapitałowych, w 1899 roku została przekształcona w spółkę, w której Benz miał jedną trzecią udziałów. W 1900 roku firma produkowała 603 różne samochody od osobowych po wyścigowe. W 1903 roku w przedsiębiorstwie doszło do konfliktu – Benz wycofał się i przeniósł do Ladenburga, gdzie wraz z synami założył w 1906 roku firmę Benz Söhne. To przedsiębiorstwo po połączeniu w roku 1926 ze spółką Daimler-Motoren-Gesellschaft przekształciło się w spółkę akcyjną Daimler-Benz AG.
Carl Benz zmarł w wieku 84 lat, 4 kwietnia 1929 roku w Ladenburgu.

## Publikacje
- 1925 – Lebensfahrt eines deutschen Erfinders[9]

## Upamiętnienie
Na cześć Carla Benza nazwano jedną z przełęczy na Trinity Peninsula na Antarktydzie.
W 2007 roku college inżynierii mechanicznej Karlsruher Institut für Technologie został przemianowany na Carl Benz School of Engineering.